# Tord-nez
Un tord-nez est un instrument de contention formé d'une cordelette ou d'une lanière de cuir en boucle fixée à l'extrémité d'un bâton, avec lequel on serre le nez des équidés pour les immobiliser. S'il est bien conçu et bien utilisé, il permet de libérer au niveau du cerveau des endorphines et des enképhalines qui ont une propriété analgésique.

## Utilisation du tord-nez
Il est possible de confectionner un tord-nez avec un bâton épais et solide, que l'on perce à une extrémité d'un trou et où on passe une boucle de corde d'une trentaine de centimètres de longueur. Le tord-nez est glissé autour de la lèvre supérieure de l'animal, puis on passe la main à travers la boucle et on saisit la lèvre supérieure de l'animal. Il faut ensuite faire glisser la corde au-dessus de la main et tordre le bâton pour serrer la corde autour de la lèvre supérieure. 

## Tord-nez et douleur animale
L'utilisation du tord-nez peut entrainer des douleurs chez l'animal, soit comme partie intégrante du processus de contention, soit comme compromis dans l'intérêt de la personne pratiquant l'intervention. 

## Recommandations
Il ne faut pas placer le tord-nez sur l'oreille de l'animal car cette utilisation est très douloureuse et peut endommager l'oreille et casser son cartilage. Le tord-nez ne doit être utilisé que le temps minimal requis. Il doit obligatoirement toujours être tenu par un des soigneurs afin d'éviter qu'un cheval n'assomme quelqu'un si le cheval se défend avec le tord-nez libre.